# Fauler Pfützenteich
Der Faule Pfützenteich ist ein Stauteich im Unterharz in Sachsen-Anhalt. Aufgestaut wird der Glasebach. Eine Versorgung mit Wasser war ab 1704 bis 1912 auch über den vom Gräfingründer Teich kommenden Schindelbrücher Kunstgraben möglich.

## Beschreibung
Der Stausee liegt etwa zwei Kilometer südlich von Straßberg (Harz) in Sachsen-Anhalt. Der Teich ist Teil der zu Bergbauzwecken angelegten Staukaskade. Diese hatte den Namen Die drei Treuen Nachbarn. Der Pfützenteich war ursprünglich dessen oberer Teil.
Der Teich hat eine Maximallänge von etwa 90 Meter und eine Breite von rund 200 Meter. Er dient mittlerweile als Fischaufzuchtgewässer, weshalb Baden verboten ist. Die Zufahrtsstraße zum Campingplatz am Treuen Nachbarteich führt über den Damm des Faulen Pfützenteichs.

## Geschichte
Der westlich des Treuen Nachbarteiches gelegene Faule Pfützenteich wurde 1703–1704 unter Leitung von Georg Christoff von Utterodt erbaut. Angeschlossen an das Unterharzer Teich- und Grabensystem wurde die Staukaskade 1704 über den Schindelbrücher Kunstgraben. Durch die Vernetzung konnten Wasserklemmen vermieden werde, womit die Wasserräder der tiefer gelegenen Bergwerke zuverlässiger versorgt werden konnten. Der ursprüngliche Teich hatte eine Staukapazität von rund  10.000 m³.
Eine Sanierung des Damms erfolgte im Jahr 1984, wobei der Teichdamm auf 240 Meter Länge erweitert wurde. Das Stauvolumen bei Vollstau beträgt seit dem etwa 34.000 m³.